# پرها: فرگشت یک معجزه طبیعی
پرها: فرگشت یک معجزه طبیعی (به انگلیسی: Feathers: The Evolution of a Natural Miracle) یک کتاب تاریخ طبیعی توسط ثور هانسون زیست‌شناس آمریکایی است. این کتاب که توسط Basic Books در سال ۲۰۱۱ منتشر شد و برای مخاطبان همگانی نوشته شده است، دربارهٔ اهمیت پرها، تکامل آنها و تاریخچه آنها در طبیعت و استفاده توسط انسان بحث می‌کند.
پرها به پنج قسمت تقسیم می‌شوند. هانسون در «فرگشت»، با پرنده‌شناسان ریچارد پرام و آلن فدوچیا، و همچنین دیرینه‌شناس زینگ زو، بحث‌های علمی دربارهٔ چگونگی فرگشت پرها را مورد بحث قرار می‌دهد. هانسون در "Fluff" به این موضوع می‌پردازد که چگونه پرها در تنظیم دمای بدن پرنده نقش دارند و چگونه عایق پرها توسط انسان‌ها نیز استفاده شده است. «پرواز» دربارهٔ چگونگی فرگشت پرواز در پرندگان، مصاحبه با پرام، فدوچیا، ژو، و همچنین پرنده‌شناس کن دیال، که دویدن در شیب به کمک بال را توضیح می‌دهد، بحث می‌کند. هانسون در "فنسی"، نقش پرها را در گزینش جنسی و همچنین شیوهٔ کاربرد انسان از پرها برای مد، مصاحبه با طراحان لباس و مد در لاس وگاس استریپ و شهر نیویورک را مورد بحث قرار می‌دهد. "کارکرد" به این موضوع می‌پردازد که چگونه پرها برای هدف‌های دیگر، مانند عایق‌سازی آب، ماهیگیری با حشره مصنوعی و قلم‌های پر هماهنگ شده‌اند.